# Westerkerk (Amsterdam)
Westerkerk (holandská výslovnost: [ʋɛstərkɛrk]) je protestantský kostel na Kruiskade v Amsterdamu, v Nizozemsku postavený v letech 1620 až 1631 v renesančním stylu podle návrhů architekta Hendricka de Keysera (1565-1621).

## Historie
Stavbu kostela Westerkerk dokončil jeho syn Pieter de Keyser (1595-1676) a kostel byl slavnostně otevřen 8. června 1631. Kostel má délku 58 metrů a šířku 29 metrů. Hlavní loď je lemována dvěma uličkami. Trojlodní bazilika má obdélníkový půdorys se dvěma transepty stejných rozměrů. V důsledku toho dostal půdorys tohoto kostela podobu dvou řeckých křížů, které jsou vzájemně propojeny. Vznikl tak patriarchální kříž.
Několik starších kostelů v Amsterodamu, jako například Oude Kerk a Nieuwe Kerk, bylo původně postaveno před reformací jako katolické a během reformace v roce 1578 byly převedeny na protestantské. Westerkerk byl jedním z prvních kostelů postavených přímo pro protestantskou církev. Protestantské kostely Noorderkerk a Zuiderkerk byly předchůdci kostela Westerkerk. Dnes je Westerkerk největším kostelem v Nizozemsku, který byl postaven pro protestanty, a je stále protestanty používán.

## Varhany
Když byl Westerkerk v neděli 8. června 1631 vysvěcen, žádné varhany neměl. Podle kalvinismu bylo hraní instrumentální hudby uvnitř kostela v té době stále považováno za "profánní". Trvalo mnoho let diskuzí, než byly varhany konečně povoleny. Nejprve se diskutovalo o přesunutí malých varhan z jiných kostelů. V roce 1681 se kostel Westerkerk rozhodl pověřit stavbou nových varhan Roelofa Barentszn Duyschota. Před dokončením práce stavitel zemřel a v roce 1686 stavbu varhan dokončil jeho syn Johannes Duyschot. Později v roce 1727 byly varhany rozšířeny o další třetí klávesnici od Christiaana Vatera, který byl žákem severoněmeckého stavitele varhan Arpa Schnitgera.
V průběhu času bylo na varhanách provedeno mnoho změn. V 19. století v roce 1895 došlo dokonce k přestavbě vnitřku varhan, kterou provedl Daniel Gerard Steenkuyl. Při rekonstrukci použil znovu mnoho původních součástek. V roce 1939 byly varhany převedeny z mechanického na elektrický pohon. Varhany však neměly stále ten zvuk, který by měly mít, byly příliš velké na daný prostor.
V letech 1989 až 1992 byly varhany rekonstruovány staviteli varhan z firmy Flentrop v Zaandamu a vrátily se k původní mechanické verzi. Ta byla víceméně podobná stavu, jaký vytvořil Christiaan Vater v roce 1727.
V letní sezóně od dubna do konce října probíhá každý pátek ve 13 hodin bezplatný polední koncert. V srpnu se koná téměř každý den bezplatný koncert „Geen dag zonder Bach“ („Ne bez Bacha“) a festival „Grachten“ (Canal). Po ukončení koncertu se u východu z kostela koná nezávazná sbírka peněz. Peníze se používají na úhradu nákladů na koncerty a na údržbu varhan. Hudba Johanna Sebastiana Bacha (1685–1750) se při nedělních bohoslužbách hraje téměř každý týden. Bach se narodil v roce 1685, tedy rok před dokončením varhan, ale pokud víme, nikdy nenavštívil Amsterodam. Jeho hudba zní, jako by byla vyrobena zvláště pro tento barokní nástroj.

## Obrazárna

Westerkerk
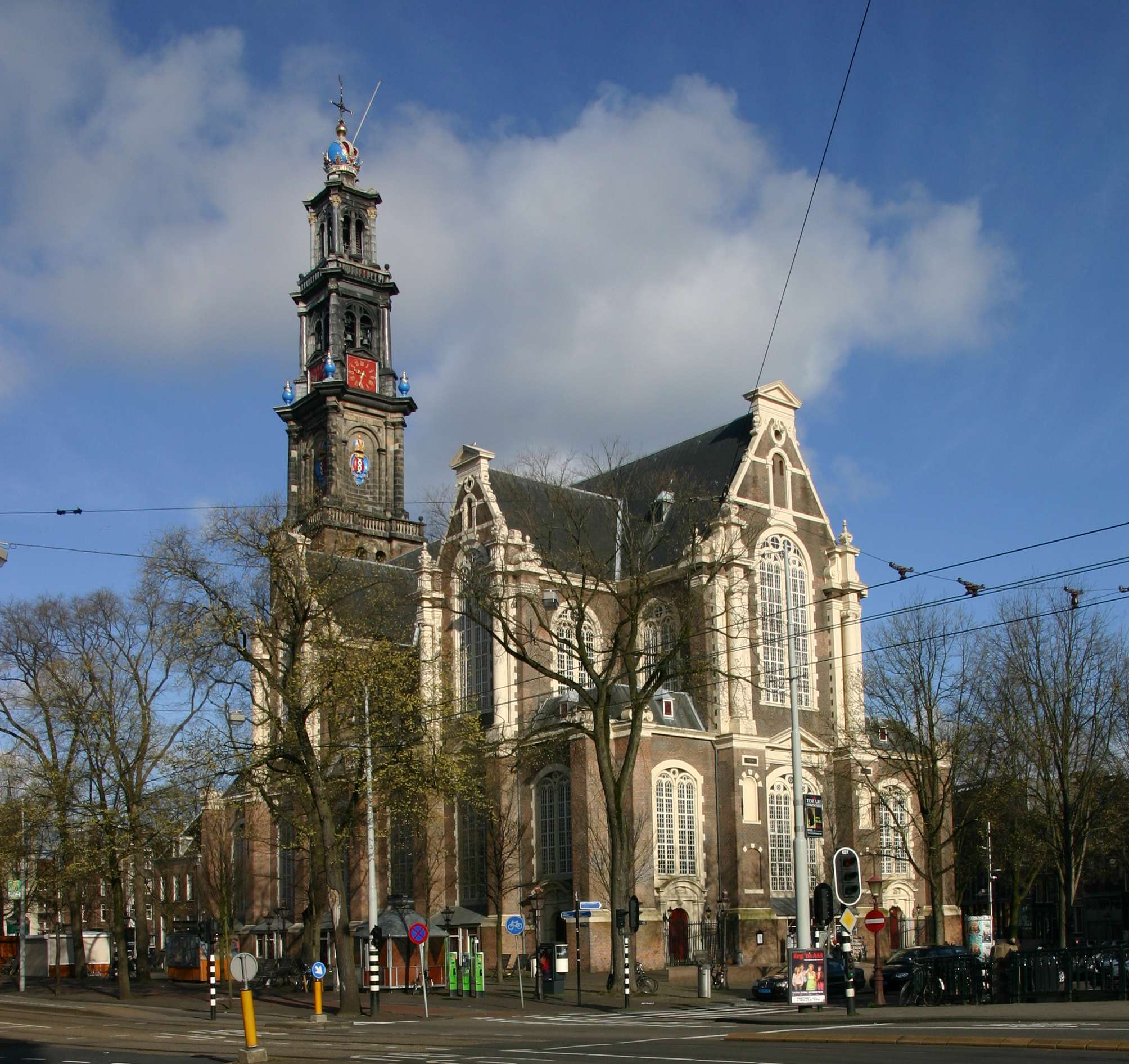
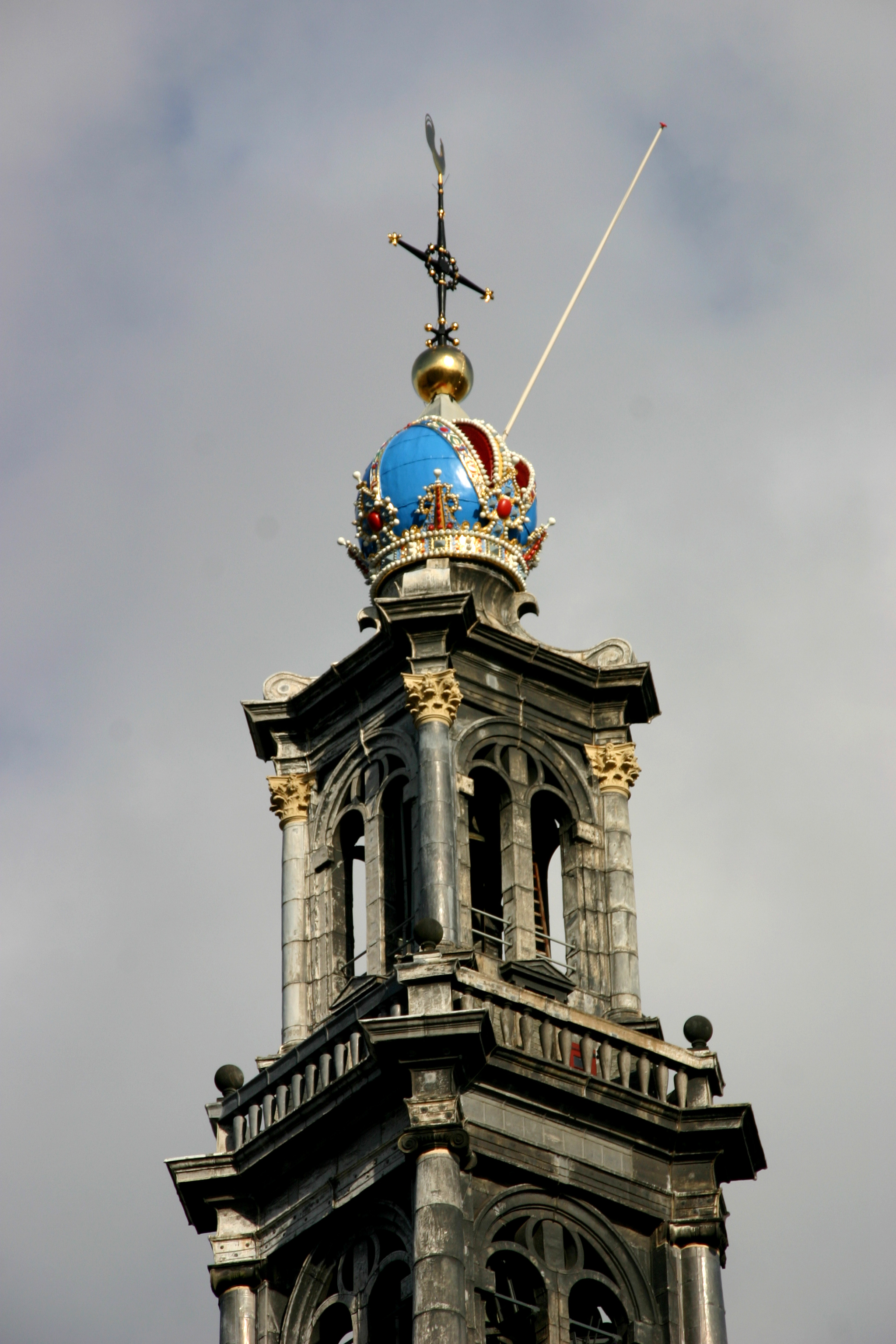
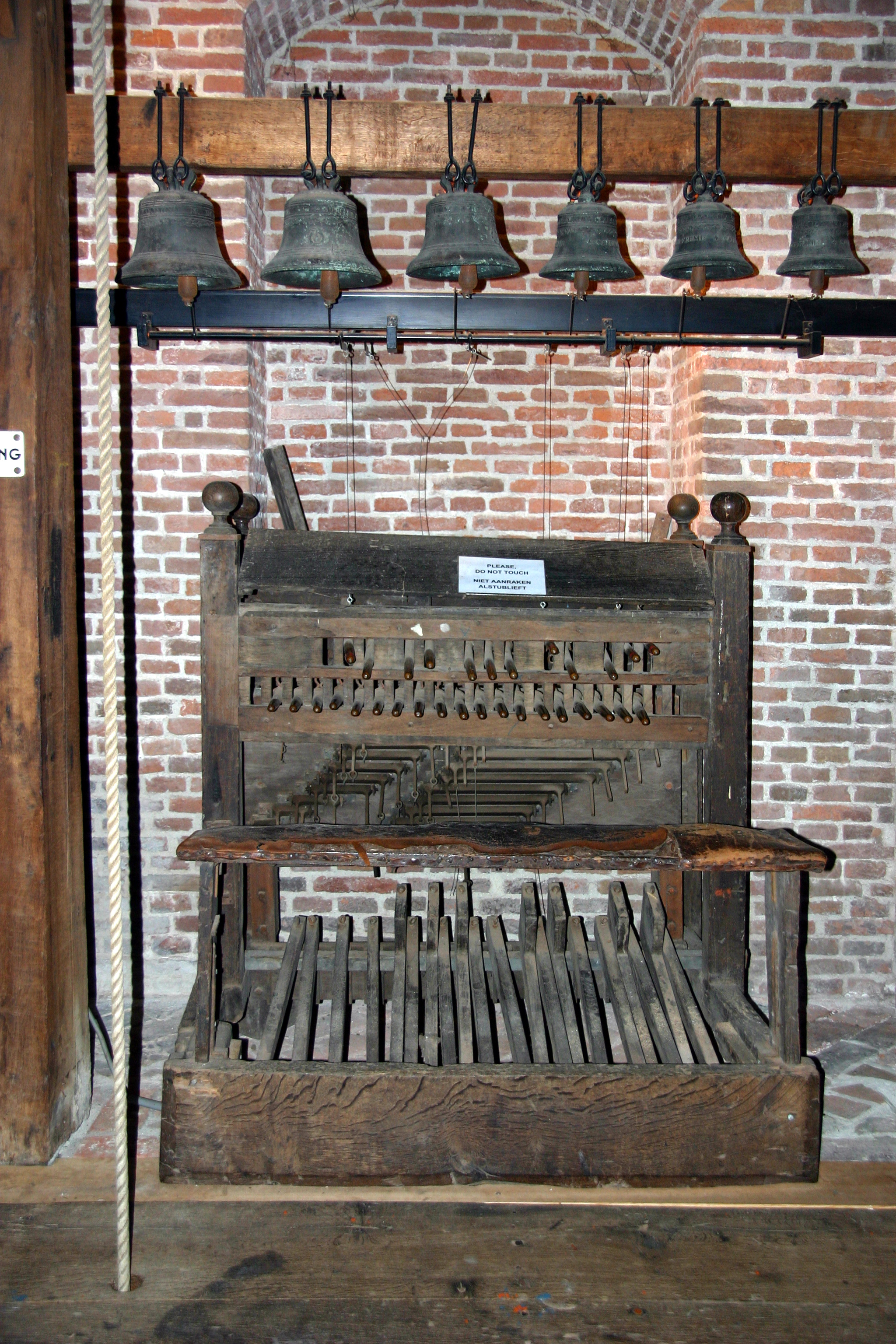
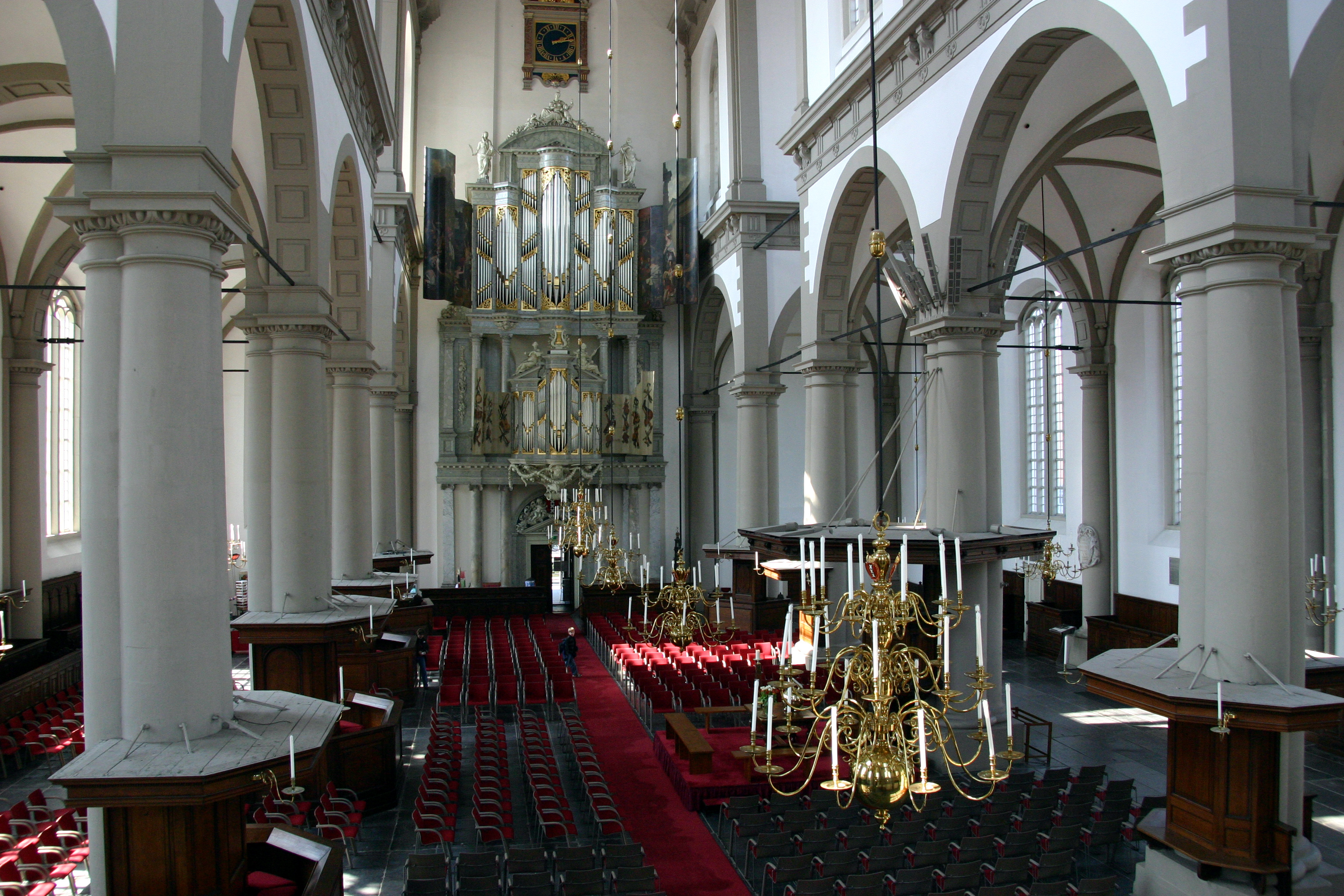
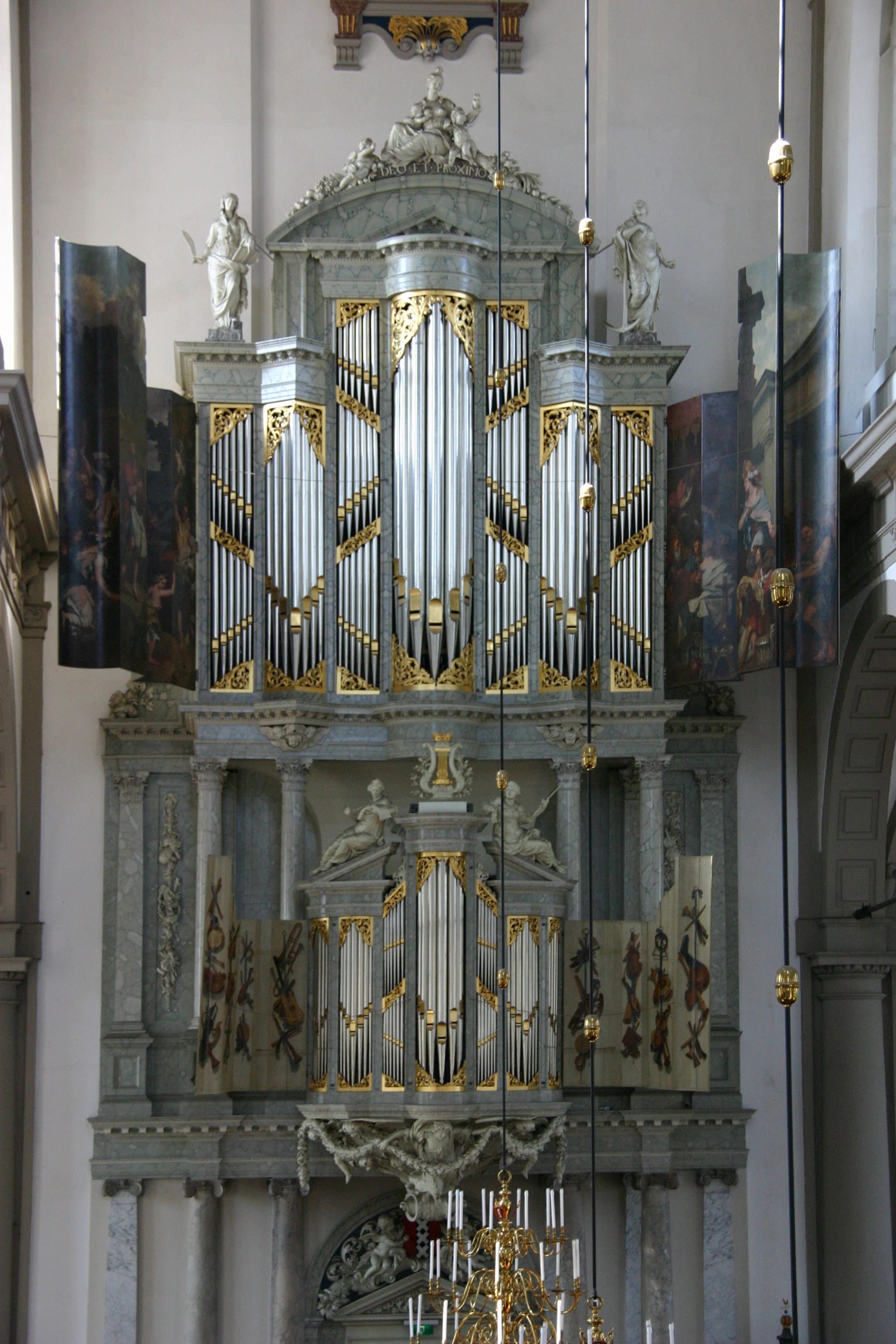
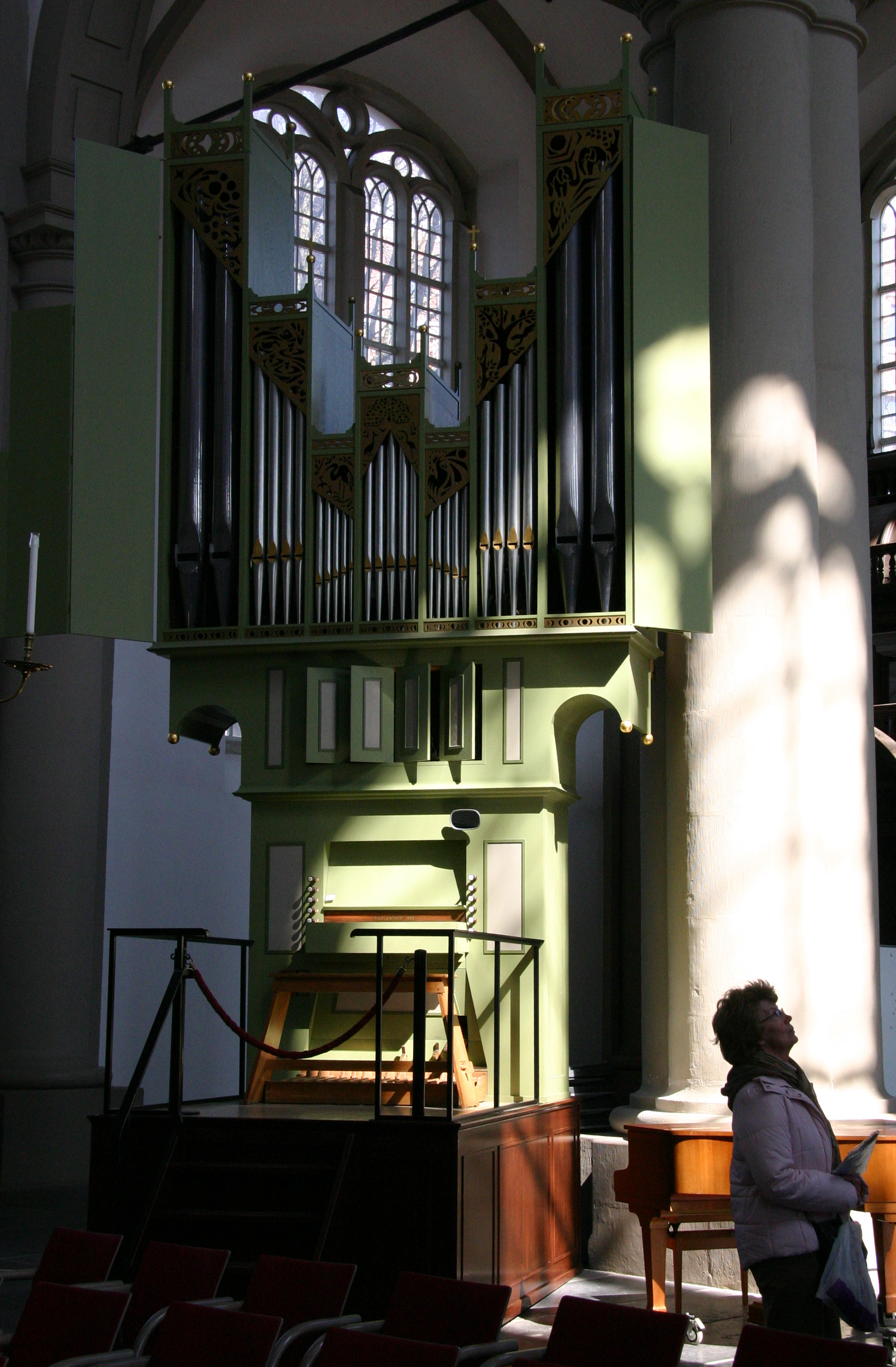
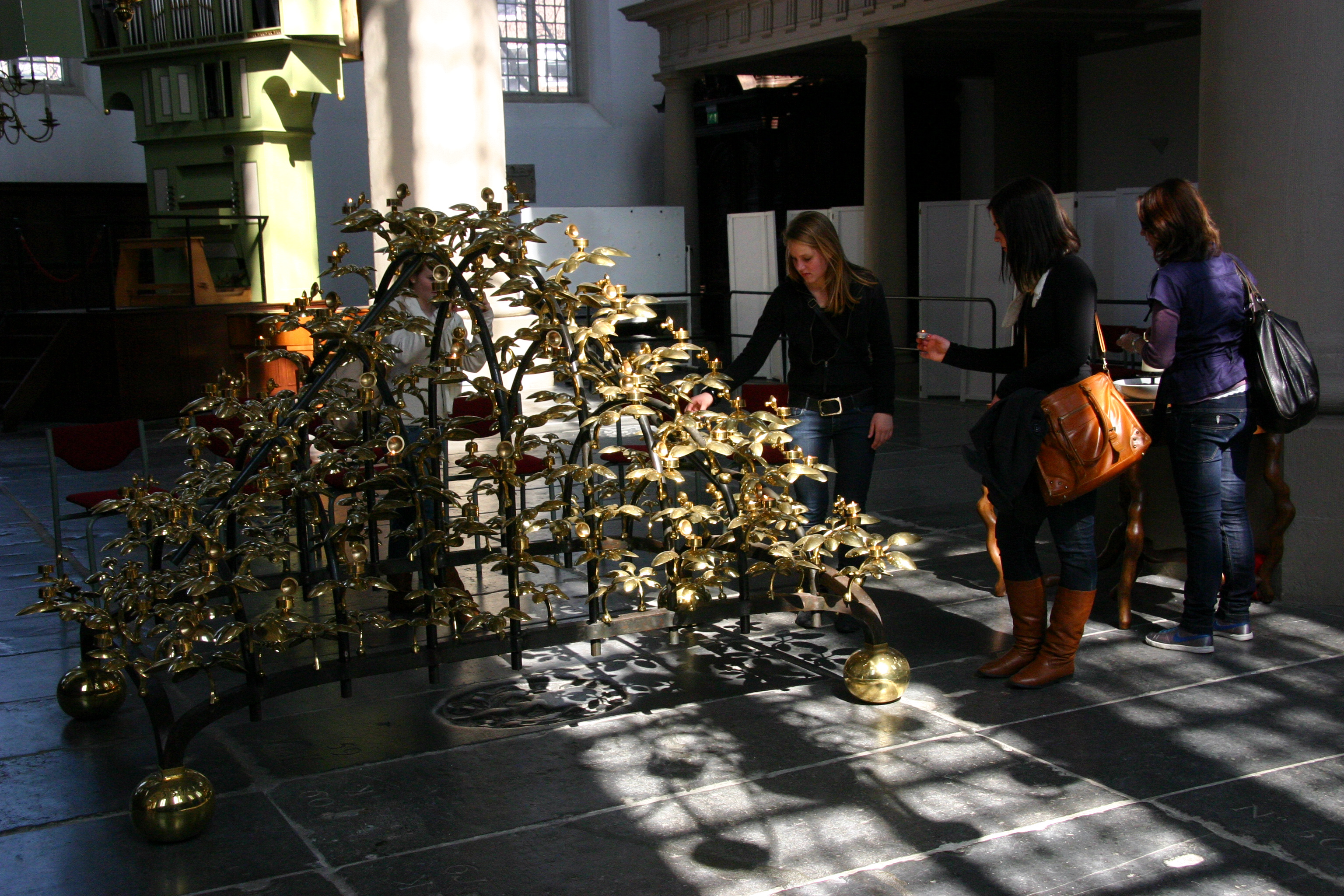